# 아메리카 푸치보우 클루비 (상조제두히우프레투)
아메리카 푸치보우 클루비(América Futebol Clube)는 브라질의 축구단으로 상파울루주의 상조제두히우프레투를 연고로 한다.

## 우승 기록
- 캄페오나투 파울리스타 세리에 A2
  - 1957, 1963, 1999

## 선수 명단

### 현역
참고: FIFA 자격 규정에 따라 소속된 국가대표팀 국기를 표시합니다. 선수는 복수의 FIFA 비회원국 국적을 가지고 있을 수 있습니다.
| 번호 | 포지션 | 국적 | 이름 |
| ---- | ------ | ---- | ---- |

| 번호 | 포지션 | 국적 | 이름     |
| ---- | ------ | ---- | -------- |
| -    | MF     |      | 로베르토 |

## 역대 감독
| 감독                  | 임기 |
| --------------------- | ---- |
| 네우시뉴 바프치스타   | 1989 |
| 아르투르 베르나르지스 | 1991 |